# Derrick Frost
Derrick E. Frost (25 de noviembre de 1980 en St. Louis, Misuri) es un jugador profesional de fútbol americano juega la posición de punter actualmente es agente libre. Firmó para Philadelphia Eagles como agente libre en 2003. Jugó como colegial en Northern Iowa.
También participó con Baltimore Ravens, Cleveland Browns, Washington Redskins, Green Bay Packers en la National Football League y California Redwoods en la United Football League.

## Estadísticas UFL
| Temporada | Año | N.º | Yds | Avg  | TB | In20 | Lg | B |
| --------- | --- | --- | --- | ---- | -- | ---- | -- | - |
| 2009      | CAR | 16  | 656 | 41.0 | 1  | 4    | 52 | 0 |